# Patrick Fölser
Patrick Fölser (* 16. November 1976 in Linz) ist ein ehemaliger österreichischer Handballspieler. Er wurde meist als Kreisläufer eingesetzt. Derzeit ist Fölser als Sportdirektor des ÖHB tätig.

## Werdegang
Der gelernte Koch debütierte 1996 für den HC Kärnten in der Handball Liga Austria; nach zwei Jahren wechselte er in seine Heimatstadt zum HC Linz AG. Auch dort blieb er eher erfolglos, empfahl sich jedoch durch gute Leistungen für ein Engagement im Ausland.
Im Jahr 2000 wurde Fölser vom deutschen Zweitligisten VfL Pfullingen unter Vertrag genommen, mit dem er 2002 in die 1. Deutsche Handball-Bundesliga aufstieg. Daraufhin ging Fölser zum neuen Ligakonkurrenten TuS N-Lübbecke.
Mit den Ostwestfalen stieg er 2003 wieder in die 2. Handball-Bundesliga ab, 2004 – mit einem Rekordergebnis von 68:0 Punkten – jedoch auch gleich wieder auf. Auch in den folgenden Jahren schaffte Nettelstedt jeweils nur knapp den Klassenerhalt, 2007 musste man sogar in die Relegation gegen den TSV Bayer Dormagen. Daraufhin wechselte Fölser zur soeben in die zweite Liga abgestiegenen HSG Düsseldorf. Mit seinem neuen Verein schaffte Fölser prompt den Aufstieg in die Handball-Bundesliga, stieg aber in der darauffolgenden Saison mit Düsseldorf wieder ab. Von 2011 bis 2014 spielte Fölser dann wieder in der Handball Liga Austria für die SG Handball West Wien, danach beendete der Kreisläufer seine aktive Karriere.
Patrick Fölser war auch langjähriger Spieler der österreichischen Handballnationalmannschaft. Dort beendete er im Oktober 2012 – 16 Jahre nach seinem Debüt 1996 gegen Italien – nach 213 Länderspielen vorerst seine aktive Teamkarriere. Zu seinen Karrierehöhepunkten in der Nationalmannschaft zählte u. a. der Aufstieg in die Hauptrunde bei der Handball-Europameisterschaft 2010 im eigenen Land. Zur Europameisterschaft 2014 wurde er noch einmal reaktiviert und bestritt fünf weitere Länderspiele.
Fölser übernahm im August 2018 das Amt des Sportdirektors beim ÖHB.

## Erfolge
- 3 × Aufstieg in die Handball-Bundesliga (mit VfL Pfullingen, TuS N-Lübbecke sowie HSG Düsseldorf)